# Zerwanka
Zerwanka – osada leśna w Polsce położona w województwie podkarpackim, w powiecie leżajskim, w gminie Leżajsk. 
W 2010 leśniczówka, wraz z budynkami gospodarczymi została przeniesiona do skansenu w Kolbuszowej. Obecnie na miejscu została tylko piwnica, a na miejscu leśniczówki i po drugiej stronie drogi, gdzie znajdowała się kancelaria, posadzono las.